# Hermen J. Jacobs

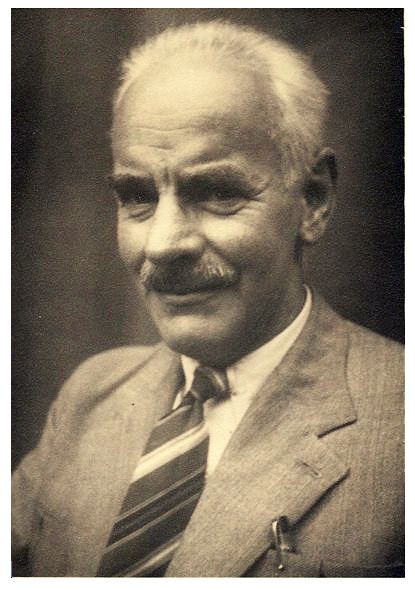
Hermen J. Jacobs (onderwijzer)

Hermen J. (Jan) Jacobs (Den Haag, 1 april 1887 - Den Haag, 10 augustus 1976) was een Nederlandse onderwijzer en een voorvechter van het Buitengewoon Onderwijs, nu speciaal onderwijs genoemd. Hij was in 1903 oprichter en voorzitter van de activistische Haagse Kwekelingen Geheelonthouders Bond die streed voor de verbetering van het onderwijs. Hij werd onderwijzer in Paramaribo en in Den Haag en vervolgens hoofd van een school voor buitengewoon onderwijs. Hij was onder andere ruim dertig jaar eindredacteur van het Tijdschrift voor Buitengewoon Onderwijs, het tijdschrift van de beroepsvereniging van Onderwijzers en Artsen die werkzaam waren bij het buitengewoon onderwijs. Daarnaast was hij medeoprichter en bestuurslid van de gezondheidskolonie voor zogenoemde 'achterlijke kinderen', secretaris/penningmeester van het bestuur voor de beroepsopleiding voor leerkrachten bij het buitengewoon onderwijs, en oprichter en bedrijfsvoerder van uitgeverij Haga, een uitgeverij voor het Buitengewoon Onderwijs.

## Jeugd
Hermen was naar zijn vader vernoemd, een zelfstandige ondernemer. Deze verzorgde recepties bij de adel en de gegoede stand van Den Haag. Zo heeft hij zijn latere vrouw, Johanna Cornelia Siljee, ontmoet. Zij was dienstmeisje bij de familie Schimmelpenninck van der Oye van de Poll. Zij trouwden in 1883. Uit dit huwelijk werden vijf kinderen geboren. Hermen werd als helft van een tweeling geboren op 1 april 1887. Toen Hermen jr. vijf jaar oud was, overleed zijn vader waarna zijn moeder vervolgens de taak had het gezin van vijf kinderen groot te brengen. Hermen was de oudste zoon in dit gezin en mocht doorleren. In 1901, op veertienjarige leeftijd, deed hij toelatingsexamen voor de 'Normaalschool voor onderwijzers'. Jan Ligthart was docent Nederlands aan deze opleiding. Hij werd een voorbeeld voor Hermen Jacobs en zij zouden bevriend blijven. De invloed van Jan Ligthart zou in de latere leesboekjes van Hermen herkenbaar blijven.

## Huwelijk
Tijdens zijn opleiding tot onderwijzer had Hermen zijn toekomstige vrouw Jo Brands leren kennen. Zij was eveneens lid van de Kwekelingen Geheelonthoudersbond. Op 13 september 1911 trouwde Jacobs met Jo Brands en een dag later vertrokken zij met de Prins Maurits naar zijn nieuwe betrekking in Paramaribo. Uit dit huwelijk werden drie kinderen geboren: Johanna Cornelia (1912), Maria (1916) en Hermen Jan (1922). 

## Loopbaan
Na het behalen van zijn onderwijsbevoegdheid in 1906 werd Hermen onderwijzer in Den Haag, een 'kwekeling met akte'. Hermen hield van reizen, avontuur en uitdagingen. Dat heeft zeker zijn keuze bepaald om in 1911 naar Paramaribo te vertrekken. Daar had hij een aanstelling aan de Koningin Emmaschool, een 'school voor onvermogenden', een armenschool. De Nederlandse lesstof stond hier ver af van zijn leerlingen en daarom begon hij zelf leesboekjes te schijven voor het Surinaamse onderwijs. Materiaal was er genoeg voorhanden. Hij aarzelde ook niet om misstanden aan de kaak te stellen. Jonge meisjes, afkomstig uit arme gezinnen van de plantages, werden nogal eens in de 'gegoede' huishoudens uitgebuit, want zij moesten van vroeg in de morgen tot laat in de avond allerlei huishoudelijke werkzaamheden verrichten. Jacobs klom in de pen en schreef hierover in de plaatselijke krant onder de kop 'Kinderslavernij in Suriname'. In 1916 werd hij in Den Haag onderwijzer aan de School voor Buitengewoon Onderwijs van Pieter Hendrik Schreuder. Vanuit die functie werd hij actief in de verdere professionalisering van het buitengewoon onderwijs als nieuwe onderwijssector. In 1929 startte hij de eerste dagopleiding in Nederland voor voortgezet buitengewoon onderwijs.

## Nevenactiviteiten
Gezondheidskolonie
Vanaf 1916 was hij betrokken bij de oprichting en uitbouw van de Centrale Vereeniging voor Gezondheidskolonies voor Zwakzinnigen. Vanaf 1929 tot 1967 was hij actief bestuurslid. In 1962 werd hij benoemd tot Erelid van de Centrale Vereeniging voor Gezondheidskolonies voor Zwakzinnigen.
Beroepsvereniging
Vanaf 1917 was hij bestuurslid van de afdeling Den Haag van de Vereeniging van Onderwijzers en Artsen. Vanaf 1937 tot 1960 is hij eindredacteur van het Tijdschrift voor Buitengewoon Onderwijs en woont hij de vergaderingen van het Hoofdbestuur van de Vereeniging van Onderwijzers en Artsen bij waarvan hij verslag doet in het verenigingsblad.
Opleidingen
In 1934 werd hij bestuurslid, secretaris, van de Stichting voor Buitengewoon Onderwijs die de beroepsopleidingen - thans Master Education Needs - voor het buitengewoon onderwijs verzorgde. Onder andere de onderwijzer en oprichter Pieter Hendrik Schreuder, de artsen Adriaan van Voorthuijsen en Dirk Herderschêe en de hoogleraren pedagogiek Rommert Casimir, Jan Waterink en Philip Kohnstamm hadden zitting in dit bestuur. Vanaf 1936 tot 1965 is hij in de functie van secretaris/penningmeester de belangrijke spil van deze stichting.
Uitgeverij
Op initiatief van Jacobs werd in 1919 de Uitgeversmaatschappij Haga opgericht, waarvan hij de dagelijkse leiding kreeg. Deze uitgeverij zou tot 1958 de uitgave van het Tijdschrift voor Buitengewoon Onderwijs verzorgen. Ook werden veel leermaterialen, lesmethodes en studieboeken voor het buitengewoon onderwijs uitgeven. Uitgeverij Haga werd zo dé gespecialiseerde uitgeverij voor het buitengewoon onderwijs.
Schreuder van der Kolkstichting
Omdat hij zich altijd ook inspande voor de nazorg voor mensen met een beperking werd hij in 1948 vicevoorzitter van de Stichting Dr. Schreuder van der Kolk. In 1967 wordt hij benoemd tot erelid van deze stichting.
Vanwege zijn verdienste voor het buitengewoon onderwijs wordt hij in 1951 door hare Majesteit de Koningin benoemd tot Ridder in de Orde van Oranje Nassau.

## Selectie uit publicaties
Van zijn hand verschenen meer dan 150 publicaties . Een keuze hieruit:

### Voor de leerlingen
- 1917. Uit onze omgeving (4 deeltjes).
- 1922 - 1926. Voor de jeugd (weekblad).
- 1927. Van alles wat voor de jeugd.
- 1932. Kinderleven (7 deeltjes).
- 1932.  Hoor maar hoe ik lees (3 deeltjes).
- 1933. Zelf doen.

### Voor onderwijzers en bestuurders
- 1916. Kinderslavernij in Suriname.
- 1929. Het arbeidsonderwijs (voor jongens)
- 1937. Het zwakzinnigen onderwijs in Nederland
- 1938. Een werkinrichting voor oud-leerlingen van de scholen voor B.L.O. te ‘s-Gravenhage.
- 1946. Vorderingenadministratie bij individueel onderwijs